# JYP Entertainment
Az JYP Entertainment egy dél-koreai szórakoztatóipari vállalat, melyet 1997-ben alapítottak. A cég a dél-koreai szórakoztatóipar „nagy hármakként” ismertté vált három leghíresebb vállalatának egyike, a piaci részesedés tekintetében a harmadik helyen állt az S.M. Entertainment és a YG Entertainment mögött egészen 2018-ig, mikor megelőzte a YG Entertainmentet, ezzel második helyre lépve.[forrás?] Előadói közé tartozik többek között a 2PM, Got7, Stray Kids, ITZY és Twice.
Korábbi előadók: Rain, g.o.d, Hyuna, Jay Park, Wonder Girls, Miss A, San E, G.Soul, 2AM, Noel.

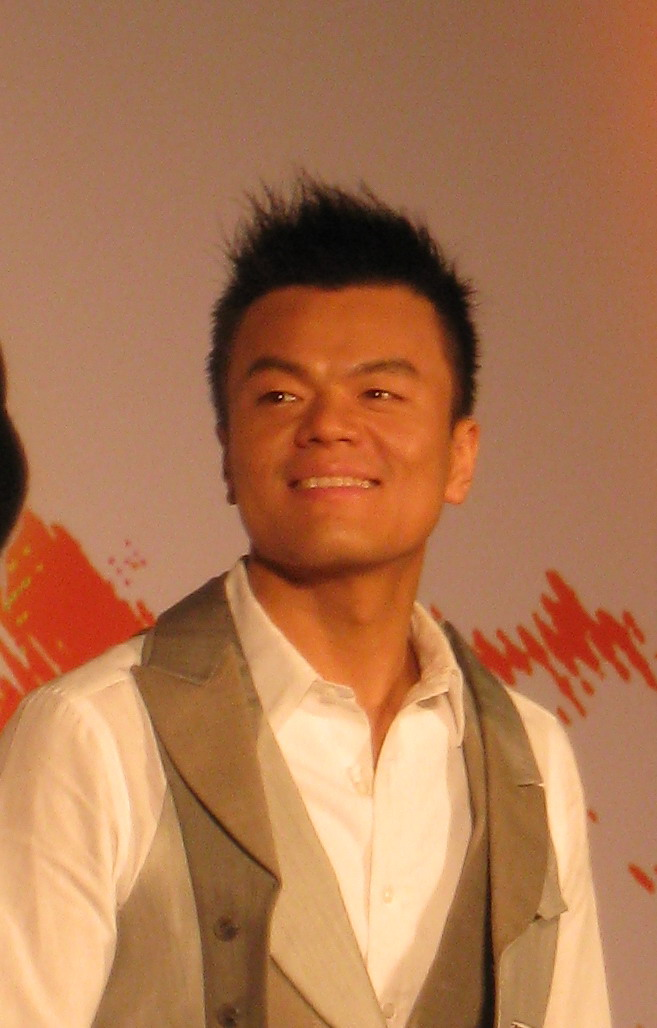
Pak Csinjong énekes, a cég alapítója
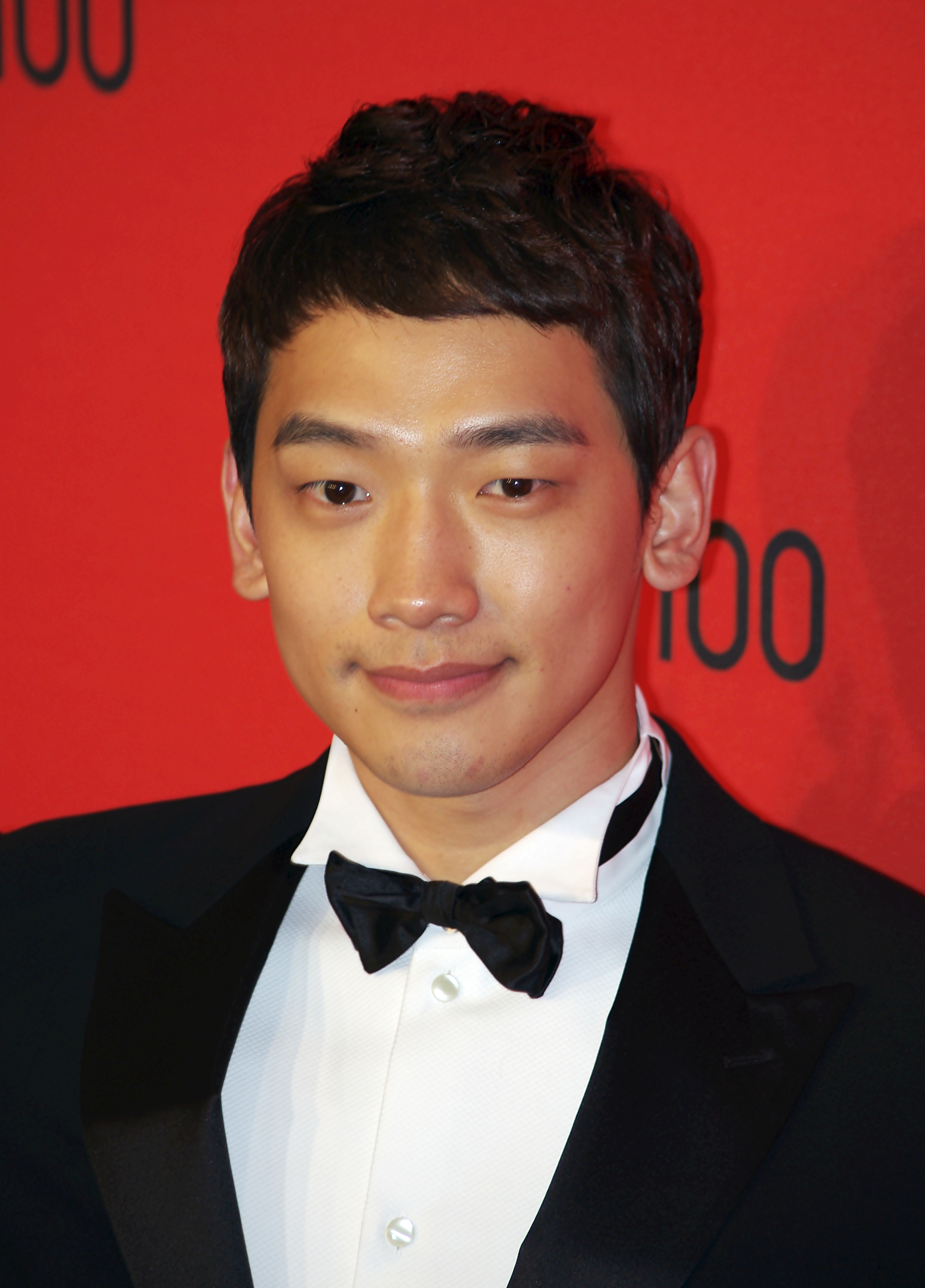
Rain
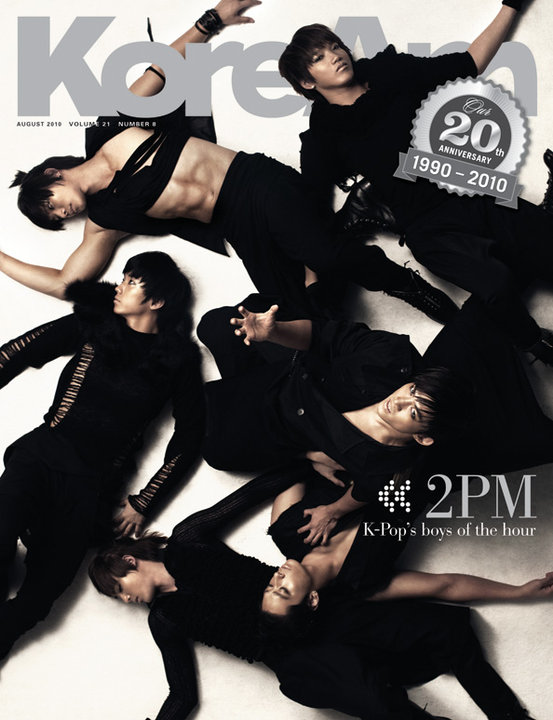
2PM
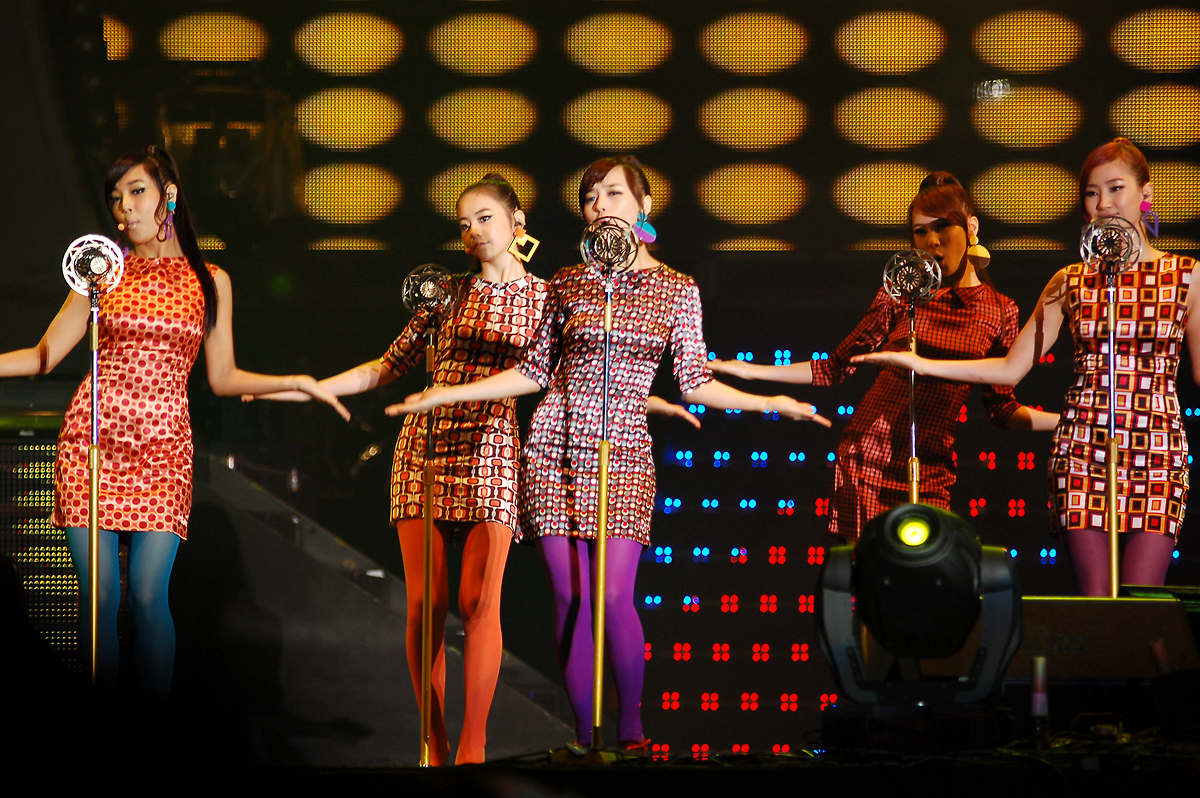
Wonder Girls
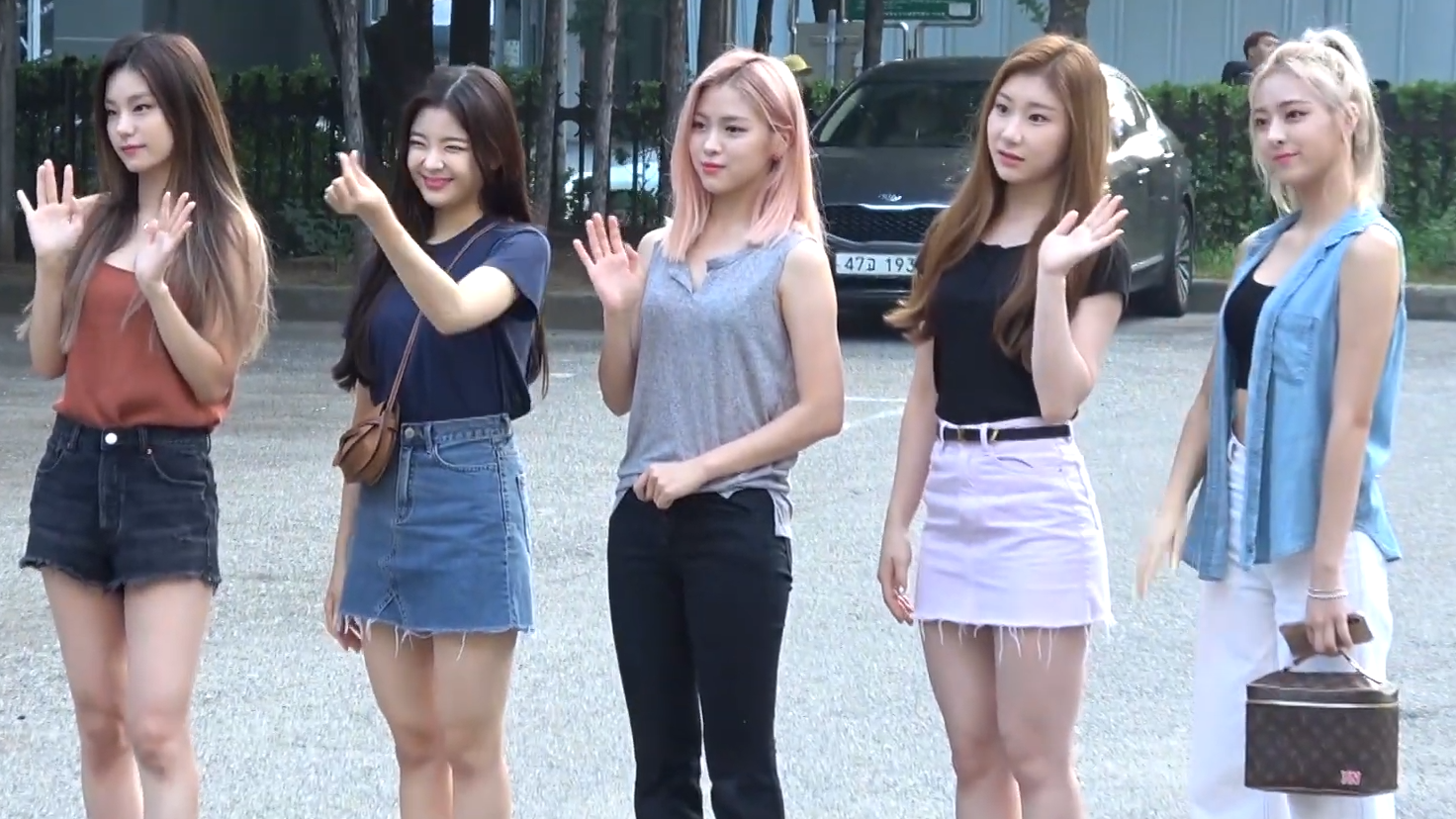
ITZY
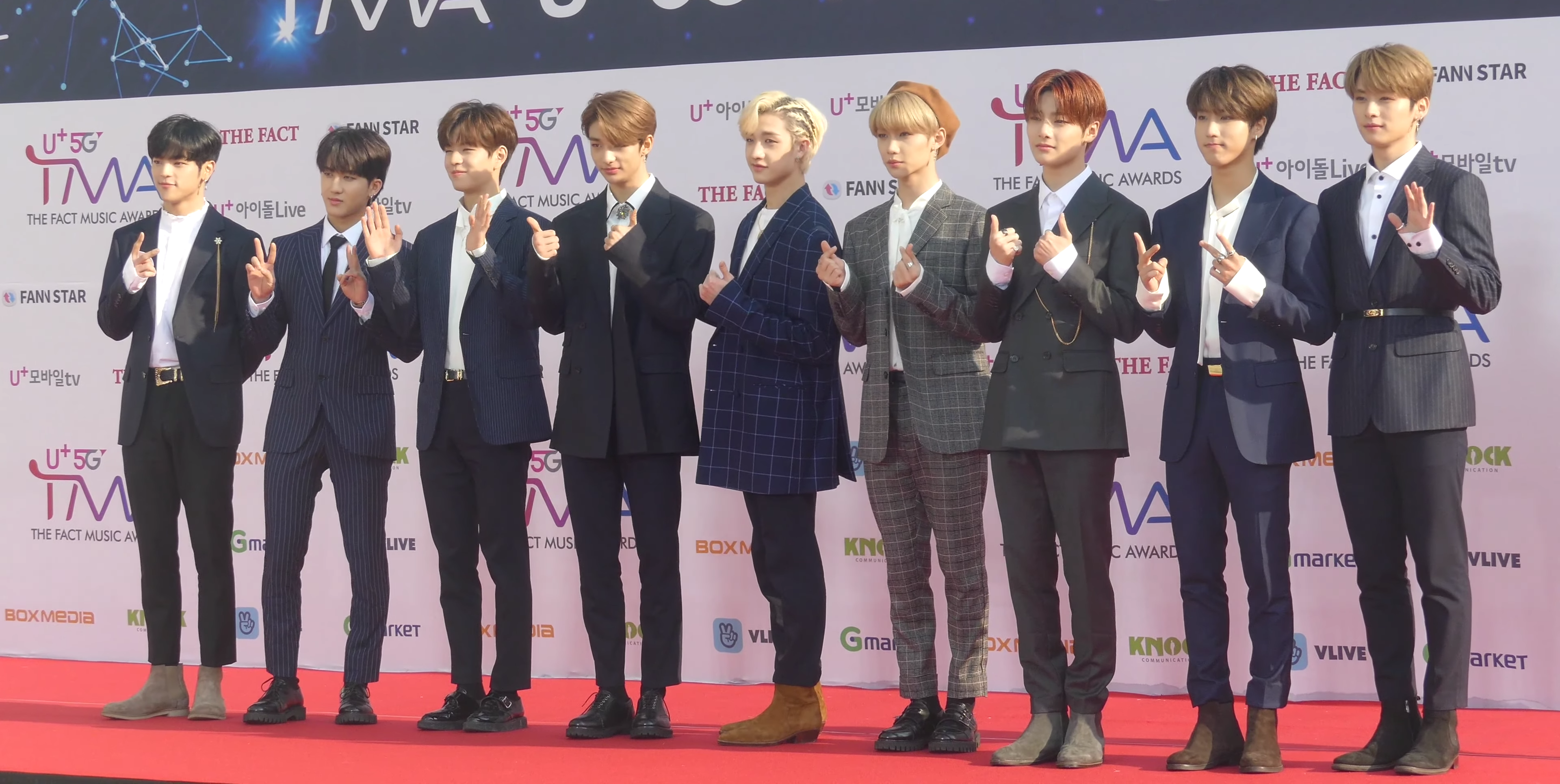
Stray Kids